# Kimberly Goss
Kimberly Goss (Los Angeles, 15 febbraio 1978) è una cantante e tastierista statunitense, nota per essere stata la fondatrice del gruppo speed power metal finlandese Sinergy.

## Biografia
Nacque il 15 febbraio 1978 a Los Angeles (California), da padre sudcoreano e madre tedesco-statunitense. Kimberly era appassionata sin da piccola per la musica, passione che le trasmise la madre, una cantante jazz. All'età di un anno, la sua famiglia si spostò in Giappone, per motivi di lavoro della madre, e si trasferirono a Kawasaki, vicino a Tokyo. Dopo un anno si stabilirono a Chicago (città d'origine della madre), dove Goss passò gran parte della sua infanzia.
A 16 anni, Kimberly Goss visse tra Norvegia e Svezia, cantando in un gruppo chiamato Avernus e lavorando come giornalista musicale, intervistando gruppi black metal come Emperor, Darkthrone, Mayhem e Bathory. In seguito suonò le tastiere nei gruppi Ancient e Therion, suonando anche nel tour dei Dimmu Borgir del disco Enthrone Darkness Triumphant. Altri gruppi con cui ha partecipato a varie tournée sono Dark Funeral, Bal-Sagoth, Amorphis, Sentenced, Krisiun, My Dying Bride e In Flames.
Assieme al chitarrista degli In Flames, Jesper Strömblad, nell'agosto 1997 diede vita ai Sinergy, in cui si aggiunse anche Alexi Laiho dei Children of Bodom. Con Laiho Kimberly ebbe anche una relazione e si sposarono, ma in seguito arrivarono al divorzio nel 2004, pur decidendo di rimanere legalmente legati l'uno all'altra sino alla morte di Laiho, avvenuta nel 2020.
I Sinergy vennero apprezzati anche in Giappone, tant'è che Kimberly venne anche contattata come redattrice per la rivista metal nipponica Burrn!. La cantante ha anche partecipato alla composizione di alcuni brani per i Children of Bodom e come ospite cantando pezzi per i Warmen, Eternal Tears of Sorrow e Kylähullut.